# Paphiopedilum bellatulum
Paphiopedilum bellatulum es una especie  de la familia de las orquídeas. 

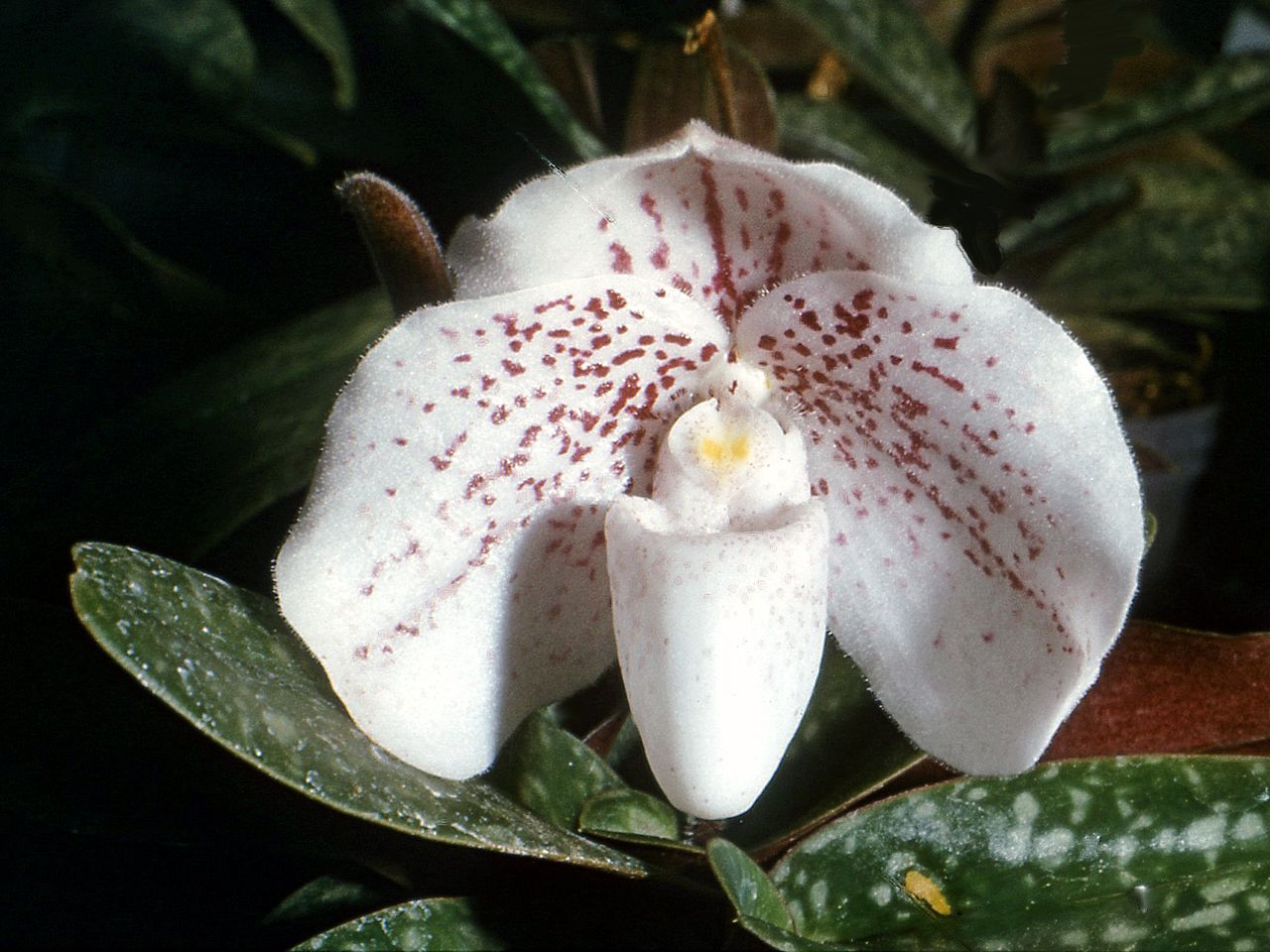
Detalle de la flor

## Descripción
Es una orquídea de tamaño pequeño, de hábito terrestre con  4 a 5 hojas, oblongas, elípticas, redondeadas y minuciosamente emarginadas apicalmente, las hojas moteadas de color verde oscuro y púrpura pálido están manchadas en el envés. Florece en la primavera y el verano de una  corta inflorescencia pubescente, de color púrpura oscuro con una bráctea floral que es la mitad de largo que el ovario y que surge de la parte central superior de las hojas.

## Distribución
Se encuentra en Assam (India), Birmania, Tailandia y China central y Yunnan, en la piedra caliza, en grietas  en la sombra con las raíces en la tierra vegetal y musgo en una altitud de 300 a 1600 metros o en lugares húmedos, con musgo cubriendo las rocas de piedra caliza en lugares con sombra.

## Taxonomía
Paphiopedilum barbatum fue descrita por (Rchb.f.) Stein y publicado en Orchideenbuch 456. 1892.
Etimología
Paphiopedilum (Paph.):, nombre genérico que deriva de las palabras griegas: "Paphia": de "Paphos", epíteto de "Venus" y "pedilon" = "sandalia" ó "zapatilla" aludiendo a la forma del labelo como una zapatilla.
bellatulum; epíteto latino que significa "bella, preciosa".
Sinonimia
- Cordula bellatula (Rchb.f.) Rolfe
- Cypripedium bellatulum Rchb.f.	basónimo
- Paphiopedilum bellatulum var. album O'Brien
- Paphiopedilum bellatulum f. album (O'Brien) Braem	[4][5]